# Arnjolt Beer
Arnjolt Beer (* 19. Juni 1946 in Koumac, Neukaledonien) ist ein ehemaliger französischer Kugelstoßer, der auch im Diskus- und Hammerwurf antrat.

## Karriere
Bei den Pazifikspielen trat Arnjolt Beer für Neukaledonien an und gewann insgesamt 13 Medaillen. Fünf Mal (1966, 1969, 1971, 1975 und 1983) gewann er im Kugelstoßen. Im Diskuswurf siegte er 1969, 1971 und 1975 und gewann 1966 und 1983 Silber. Im Hammerwurf holte er 1975 Silber und 1969 und 1971 jeweils Bronze.
In Europa trat er erstmals bei den Mittelmeerspielen 1967 in Tunis in Erscheinung. Diesmal für Frankreich startend, gewann er Silber im Kugelstoßen. In den Jahren 1968, 1971, 1978 und 1980 wurde er französischer Meister. 1975, 1977, 1978 und 1979 holte er sich die nationalen Hallentitel.
1968 und 1972 war er Mitglied der französischen Olympiamannschaft und trat im Kugelstoßen an. In Mexiko-Stadt konnte er sich als Vierter seiner Gruppe nicht für das Finale qualifizieren. Auch 1972 scheiterte er schon in der Qualifikationsrunde.
Sechs Mal trat Beer als Kugelstoßer bei den Halleneuropameisterschaften an. Sein bestes Ergebnis erzielte er dabei 1968, als er Platz 6 belegte.